# Walter Mostert
Walter Mostert (* 10. Juni 1936 in Wuppertal; † 4. März 1995 in Zürich) war ein deutscher Theologe. Er war seit 1986 Lehrstuhlinhaber für Systematische Theologie an der Universität Zürich.

Walter Mostert

## Leben
Mostert wurde am 10. Juni 1936 als Sohn eines Textilingenieurs in Wuppertal geboren. Dort besuchte er von 1947 an das altsprachliche Wilhelm-Dörpfeld-Gymnasium und legte 1956 sein Abitur ab. Nachdem sich Mostert instinktiv für das Theologiestudium entschieden hatte, studierte er 1956–1962 in Bonn (vor allem neutestamentliche Exegese bei Philipp Vielhauer), in Göttingen (vor allem alttestamentliche Exegese bei Walther Zimmerli) und in Zürich, wo er in der Symbiose von historischem und systematischem Arbeiten mit Gerhard Ebeling seinen theologischen Lehrer fand. Nach dem 1. theol. Examen 1962 bei der Evangelischen Kirche im Rheinland kehrte er nach Zürich zurück, um bei Ebeling zu promovieren. Als dessen Assistent folgte er jenem auch 1966 an die Theologische Fakultät nach Tübingen und kehrte mit ihm 1969 wieder an die Universität Zürich zurück. In Zürich schloss er 1974 seine Dissertation ab und wurde 1976 mit einer historischen und dogmatischen Untersuchung über das Motiv der Inkarnation des Gottessohnes bei Thomas von Aquin habilitiert. Als Gerhard Ebeling 1980 zurücktrat, wurde Mostert, zunächst als Extraordinarius, sein Nachfolger auf dem Lehrstuhl für Systematische Theologie mit besonderer Berücksichtigung der Fundamentaltheologie und Hermeneutik. Mit der ordentlichen Professur 1986 wurde er Leiter des Zürcher Instituts für Hermeneutik. Von 1988 bis 1990 war er Dekan der Theologischen Fakultät in Zürich. 1994 erkrankte Mostert an Leukämie und starb am 4. März 1995 im Alter von 58 Jahren.

## Theologie

### Sinn oder Gewissheit?
Seine Dissertation konzentrierte Mostert zunächst auf das Problem der Heilsgewissheit. Dieses Problem wuchs sich mehr und mehr zu der fundamentalen Frage aus, ob nicht ein dogmatistisches Denken den neuzeitlichen Menschen beherrsche, das ihn ganz und gar auf sein Handeln fixiere, so dass auch eine Suche nach dem Sinn des Lebens den Menschen immer nur auf Sinnkonstrukte seines Handelns zurückwerfe und deshalb sinnlos bleibe. An diesem dogmatistischen Denken übte Mostert theologische Kritik von Luthers Unterscheidung zwischen Person und Werk, um die Fixierung auf das Handeln aufzubrechen und dem nach Sinn suchenden Menschen die Dimension der Gewissheit durch die Rechtfertigung der Person des Sünders aus Gnade zu eröffnen. Die Dissertation bekam schließlich den Titel „Sinn oder Gewissheit? Versuche zu einer theologischen Kritik des dogmatistischen Denkens“. Die Promotion durch die Theologische Fakultät der Universität Zürich erfolgte 1974 mit „summa cum laude“. In einem groß angelegten, viel beachteten Aufsatz über „Erfahrung als Kriterium der Theologie“ stellte Mostert 1975 den Kern seiner Dissertation öffentlich zur Diskussion. Seine These: Erfahrung in einem präzis theologischen Sinn ist Erfahrung mit der Sünde.

### Menschwerdung
Im Februar 1976 legte Mostert derselben Fakultät eine Habilitationsschrift vor: „Menschwerdung. Eine historische und dogmatische Untersuchung über das Motiv der Inkarnation des Gottessohnes bei Thomas von Aquin“, mit der er durch die Theologische Fakultät der Universität Zürich zum Privatdozenten habilitiert wurde. Mostert analysierte eine quaestio der Summa Theologiae des Thomas von Aquin. Er ging der Frage nach, ob Christus Mensch geworden sei, um die Nachfahren Adams und Evas von der Sünde wieder zu befreien, wie Anselm von Canterbury meinte, oder ob es ein darüber hinausgehendes Ziel für die Menschwerdung Christi gebe, wie etwa die Berufung des Menschen zur Zusammenarbeit mit Gott am Werden des Gottesreiches, wie Bonaventura meinte. Entschieden und differenziert zugleich schloss sich Mostert der Meinung Anselms an, der auch Thomas gefolgt war, dass Christus allein um der Sünde des Menschen willen Mensch geworden sei. Hier sah Mostert eine große Nähe zu Martin Luther.

### Glaube und Hermeneutik
1998 gaben Gerhard Ebeling, Pierre Bühler u. a. „Gesammelte Aufsätze“ Mosterts unter dem Titel „Glaube und Hermeneutik“ heraus. Es sind Aufsätze und Vorträge, durch die Mostert in theologischen und philosophischen Fachkreisen bereits zu seinen Lebzeiten als scharfsinniger Fundamentaltheologe bekannt geworden war, der reformatorische Fragestellungen im neuzeitlichen Kontext prägnant zu stellen und dadurch zu provozieren wusste, z. B. durch seinen Widerstand gegenüber einer weit verbreiteten Sündenvergessenheit. Mostert kam es auf die Wiederentdeckung eines ontologischen Sündenverständnisses an, ohne das jegliche Theologie zu harmlos werde.

### Erfahrung mit der Sünde
2008 gaben Karl Adolf Bauer, Peter Koller, Christian Möller und Harald Weinacht weitere Aufsätze und Vorträge Mosterts unter dem Titel heraus: „Erfahrung als Kriterium der Theologie. Theologische Brocken aus drei Jahrzehnten (1966-1995)“, um die Erfahrungsdimension von Mosterts Theologie deutlich zu machen. Erfahrung bleibt für Mostert so lange oberflächlich, wie sie nicht Erfahrung mit der Sünde wird. Dabei ist „Sünde die Verneinung des Menschen, von einer Güte zu leben, die er selbst nicht hergestellt hat, sondern ständig neu empfängt“. Doch ist der Mensch so sehr auf sein Handeln fixiert, dass er gar nicht wahrnehmen kann, was ihn wirklich trägt. Als Handelnder will der Mensch Schöpfer sein und nicht Geschöpf. Welche Konsequenzen diese Pervertierung z. B. für ökologisches Handeln hat, wurde von Mostert schon in seiner Dissertation 1976 scharfsinnig gesehen. Wie der Mensch aus dem Herstellen ins Empfangen, aus dem Sprechen ins Hören, aus dem Bewirken in das Beschenktwerden kommt, das war von Anfang an Mosterts entscheidende Frage.
Mostert sah den Beitrag der Theologie zu einer modernen Erfahrungsforschung in einem neuen, entmoralisierten Verständnis von Sünde, das den Menschen hilft, ihre tiefsten und schrecklichsten Erfahrungen mit sich selbst zu verstehen und bekennen zu können, um eben dadurch erfahrener zu werden. Was für Erfahrungen sind das? »Das Gute, das ich will, das tue ich nicht; sondern das Böse, das ich nicht will, das tue ich.« (Röm 7,19) Dass Paulus eine so persönliche Erfahrung mit der Erfahrung seines Zerrissenseins macht, ist möglich, weil er in Christus einen neuen Standort für seine Existenz gewonnen hat, von dem aus er die Abgründe erkennen und zugeben kann, über denen seine Existenz ausgespannt ist. Der Mensch ohne Christus verbirgt die eigenen Abgründe und klammert sich an eigene Erfolge und Leistungen, aber bürdet ihnen gerade so ein soteriologisches Gewicht auf, das sie von Haus aus nicht haben. Mostert sieht Sünde »in dem Unwillen oder Unvermögen des Menschen, der Endlichkeit seiner Akte auch endlich zu entsprechen« und »von ihnen eine Vergewisserung seines Seins zu  erwarten, welche die Lebensakte eben nicht leisten können. Erst durch diese Belastung mit dem Vergewisserungsinteresse werden die Lebensakte moralisch schlecht und ontologisch sündig.«
Brechen die Lebensakte unter der Belastung des Vergewisserungsinteresses zusammen, so ist, da der Mensch ohne Vergewisserung seiner selbst nicht existieren kann, die Flucht zu vermeintlich objektiven, allgemein gültigen Versicherungsinstanzen der Ausweg, der dem Menschen seine Erfahrung mit Hilfe eines scheinbar objektiven, allgemein gültigen Systems umdeutet und so eine Weile lang verschleiert. Zu solchen Versicherungsinstanzen zählt Mostert jede Art von Wissenschaft, die dazu hilft, die Erfahrung des Einzelnen in einem größeren System von Erfahrungen aufzuheben. Dann erscheint die Erfahrung des Einzelnen nur noch zufällig, marginal und subjektiv. Gegen diesen generalisierenden Zug der Wissenschaften, der in der Theologie ebenso wie in den Erfahrungswissenschaften wirksam werden kann, versuchte Mostert die Erfahrung des Einzelnen zu ihrem Recht zu bringen.

### Eigenart seiner Vorlesungen
Die Aufsätze und Vorträge Mosterts leiden freilich ebenso wie seine Dissertation und Habilitationsschrift daran, dass sie äußerst komprimiert verfasst sind und vom Leser äußerste Anspannung verlangen. Deshalb blieben seine Schriften schon zu seinen Lebzeiten meist ein „Geheimtip“ für Kenner und Fachleute, die denkerische Anstrengung nicht scheuen. Anders war es in seinen Vorlesungen, in denen Mostert mit seinen Hörern kleine Denkschritte ging, ihnen Seitenblicke auf scheinbar Nebensächliches eröffnete, eigene Erfahrungen erzählte und erfrischende Polemik riskierte. In diesen Vorlesungen, die als handschriftliche Manuskripte in seinem Nachlass erhalten sind, werden die Zwischenschritte erkennbar, die in Mosterts Aufsätzen dem Leser zum Nachdenken überlassen werden. Deshalb lag es nahe, einige seiner wichtigsten Vorlesungen zu entziffern und als Bücher herauszugeben:
- Die Vorlesung vom WS 1993/94 „Kirche, Taufe, Abendmahl (Ekklesiologie und Sakramentenlehre)“ unter dem Titel: „Jesus Christus – Anfänger und Vollender der Kirche“
- Die Vorlesungen über „Rechtfertigungslehre I–III“ vom SoSe 1978-SoSe 1979 unter dem Titel: „Rechtfertigung – biblisch-theologisch, dogmengeschichtlich, fundamentaltheologisch“.
- Die Vorlesung über „Christologie I–II“ vom WS 1985/86 und SoSe 1986 unter dem Titel: „Jesus Christus – wahrer Gott und wahrer Mensch. Zwei Vorlesungen und ein Aufsatz zur Christologie“.

In diesen Vorlesungen gibt sich Mostert zu erkennen
- als ein Schriftausleger, der keine systematische Fragestellung ohne die Begründung einer „konsequenten Exegese“[14] (E. Jüngel) lässt.[15]
- als ein Fundamentaltheologe, der reformatorische Theologie zum Fundament einer wahrhaft neuzeitlichen Theologie macht;[16]
- als ein Hermeneut, der die Frage nach der Sünde hermeneutisch zum Fundament der Selbstkritik macht und Erfahrung theologisch erst dann als erfahren versteht, wenn sie zur Erfahrung mit der Sünde geworden ist (Röm 7)

## Publikationen  (in Auswahl)
Monographien
- Sinn oder Gewissheit? Versuche zu einer theologischen Kritik des dogmatistischen Denkens. (= Hermeneutische Untersuchungen zur Theologie. Bd. 16). Mohr, Tübingen 1976, ISBN 3-16-137732-X (= Dissertation, Universität Zürich, 1974).
- Menschwerdung. Eine historische und dogmatische Untersuchung über das Motiv der Inkarnation des Gottessohnes bei Thomas von Aquin. (= Beiträge zur historischen Theologie. Bd. 57). Mohr, Tübingen 1978, ISBN 3-16-140322-3 (= Habilitationsschrift, Universität Zürich, 1976).
- Jesus Christus – Anfänger und Vollender der Kirche. Eine evangelische Lehre von der Kirche. TVZ, Zürich 2006, ISBN 3-290-17375-5.
- Rechtfertigungslehre. Biblisch-theologisch, dogmengeschichtlich, fundamentaltheologisch. TVZ, Zürich 2011, ISBN 978-3-290-17580-1.
- Jesus Christus – wahrer Gott und wahrer Mensch. Zwei Vorlesungen und ein Vortrag zur Christologie. TVZ, Zürich 2012, ISBN 978-3-290-17620-4.
- Gott - Mensch - Welt. Ökologie und christliche Anthropologie, EVA, Leipzig 2025, ISBN 978-3-374-07843-1.

Sammelbände
- Glaube und Hermeneutik. Gesammelte Aufsätze. Mohr Siebeck, Tübingen 1998, ISBN 3-16-146967-4.
- Erfahrung als Kriterium der Theologie. Theologische Brocken aus drei Jahrzehnten 1966-1995. EVZ, Zürich 2008, ISBN 978-3-290-17502-3.
- Eberhard Jüngel/Walter Mostert: Schon jetzt - und dann erst recht! Beiträge zur Eschatologie. Vorlesungen - Vorträge - Predigten. EVA, Leipzig 2024, ISBN 978-3-374-07685-7.